# SexiPistols
SexiPistols (oryg. Bandidas) – amerykański film komediowy z 2005 roku w reżyserii Joachima Roenninga i Espena Sandberga.

## Fabuła
Dwie dziewczyny postanawiają walczyć z niesprawiedliwością na świecie napadając na banki, zrabowane pieniądze rozdają ubogim.

## Obsada
- Salma Hayek – Sara
- Penélope Cruz – María
- Humberto Elizondo – gubernator
- Denis Arndt – Ashe
- Ismael Carlo – Don Diego
- Steve Zahn – Quentin Cooke
- Gary Cervantes – Pedro
- Ernesto Gómez Cruz – Brujo
- Audra Blaser – Clarissa
- Dwight Yoakam – Tyler Jackson
- Sam Shepard – Bill Buck
- Daya Fernandez – sprzątaczka

## Zdjęcia
Zdjęcia do filmu realizowane były na terenie Meksyku (Sombrerete w stanie Zacatecas, stany Durango i San Luis Potosí).